# Miguel Martínez (piłkarz)
Miguel Martínez – urugwajski piłkarz, napastnik.
Jako piłkarz klubu CA Peñarol wziął udział w turnieju Copa América 1949, gdzie Urugwaj zajął szóste miejsce. Martínez zagrał w sześciu meczach - z Ekwadorem, Boliwią, Kolumbią (wszedł za Estebana Suáreza i zdobył bramkę), Brazylią (wszedł za Estebana Suáreza), Peru (zmienił go José María García) i Chile (zmienił go José María García).
W reprezentacji Urugwaju Martínez grał tylko w 1949 roku podczas turnieju Copa América – rozegrał w niej łącznie 6 meczów i zdobył 1 bramkę.